# 2,2-Dibrompropan
2,2-Dibrompropan ist eine chemische Verbindung aus der Gruppe der Bromalkane.

## Gewinnung und Darstellung
2,2-Dibrompropan kann durch Reaktion von Bromwasserstoff mit Propin gewonnen werden.

## Eigenschaften
2,2-Dibrompropan ist eine farblose Flüssigkeit, die löslich in Ethanol, Ether und Chloroform ist.

## Verwendung
2,2-Dibrompropan kann zur Herstellung von Dimethylcarben verwendet werden.